# Горячева, Раиса Вениаминовна
Раиса Вениаминовна Горячева (род. 10 сентября 1951, Малая Сердоба, Пензенская область) — российский политический деятель, депутат Государственной Думы ФС РФ пятого созыва (2007—2011) партии КПРФ.

## Биография

### Депутат госдумы
7 апреля 2011 года стала депутатом ГД , получив освободившийся мандат в результате скоропостижной смерти депутата от Пензенской области Виктора Илюхина.